# Martin Hawkins
Martin William Hawkins (Suècia, 20 de febrer de 1888 – Portland, Oregon, 27 d'octubre de 1959) va ser un atleta suec de naixement, però estatunidenc d'adopció que va competir a començaments del segle xx.
El 1912 va prendre part en els Jocs Olímpics d'Estocolm, on va guanyar la medalla de bronze en els 110 metres tanques del programa d'atletisme.
Smithson estudià a la Universitat d'Oregon, on destacà com a atleta. Posteriorment estudià dret i acaba sent advocat i jutge a Portland.